# Daniel Uttermarck
Daniel Bengtsson Uttermarck, född 20 november 1617, död 31 december 1683, var en svensk ståthållare.

## Biografi
Daniel Uttermarck föddes 1617. Han var son till Bengt Månsson och kammarjungfrun Margareta Elisabet Anna Knocken. Uttermarck blev 12 maj 1648 fältbokhållare i tyska kriget och blev 1649 kamrer hos pfalzgreve Karl X Gustav. Han adlades 20 december 1653 till Uttermarck och introducerades i Sveriges Riddarhus 1654 under nummer 571, vilket senare ändrades till nummer 601. Uttermarck blev 2 juni 1655 slottshauptman på Gripsholms slott och senare ståthållare i Änkedrottning Hedvig Eleonoras livgeding. Han avled 1683 och begravdes i Eskilstuna kyrka där hans vapen uppsattes.

### Egendom
Uttermarck ägde Vilsta gård i Klosters socken, Lövsta i Frösunda socken och Lövhamra i Skepptuna socken.

### Familj
Uttermarck gifte sig 16 november 1650 i Nikolai församling, Stockholm med kammarjungfru Catharina Eriksdotter (1623–1673) till drottning Christina, dotter till kyrkoherden Ericus Nicolai i Tåby pastorat och Christina Michaelsdotter. De fick tillsammans barnen Maria Uttermarck (född 1651) som var gift med kungliga rådet och presidenten Lars Wallenstedt, Carl Uttermarck (1653–1655), Christina Uttermarck (1654–1685) som var gift med översten Lorentz Gustaf Stöltenhielm, ryttmästaren Daniel Uttermarck (död 1681), hovjunkaren Carl Uttermarck (död 1693), fänriken Bengt Uttermarck (1660–1679), Catharina Uttermarck som var gift med häradshövdingen Erik Lagerqvist, Anna Uttermarck (död 1678) och Margareta Uttermarck.